# IC 3953
IC 3953 ist eine elliptische Galaxie mit aktivem Galaxienkern vom Hubble-Typ E0 im Sternbild Coma Berenices am Nordsternhimmel, die schätzungsweise 1 Milliarde Lichtjahre von der Milchstraße entfernt ist.

Im selben Himmelsareal befinden sich u. a. die Galaxien IC 3971, IC 3994, IC 4017.
Das Objekt wurde am 27. Januar 1904 von Max Wolf entdeckt.